# Jackson County (Tennessee)
Jackson County ist ein County im Bundesstaat Tennessee der Vereinigten Staaten. Das U.S. Census Bureau hat bei der Volkszählung 2020 eine Einwohnerzahl von 11.617 ermittelt. Der Verwaltungssitz (County Seat) ist Gainesboro.

## Geographie
Das County liegt nordwestlich des geographischen Zentrums von Tennessee, ist im Norden etwa 30 km von Kentucky entfernt und hat eine Fläche von 828 Quadratkilometern, wovon 28 Quadratkilometer Wasserfläche sind. Es grenzt im Uhrzeigersinn an folgende Countys: Clay County, Overton County, Putnam County, Smith County und Macon County.

## Geschichte
Jackson County wurde am 6. November 1801 aus Teilen des Smith County gebildet. Benannt wurde es nach Andrew Jackson, dem siebten US-Präsidenten.

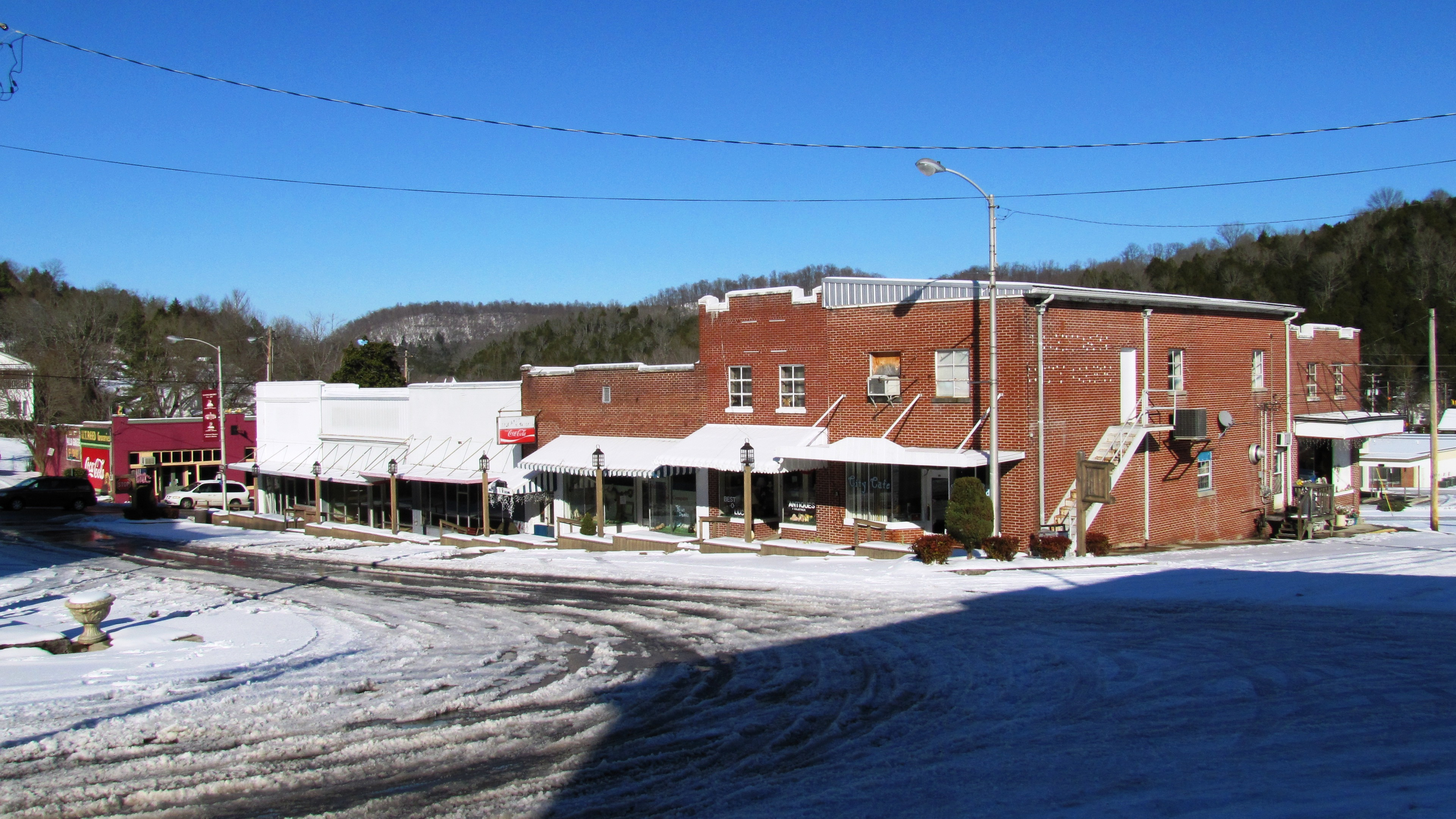
Der Gainesboro Historic District ist einer von vier Einträgen des Countys im NRHP.

Vier Bauwerke und Stätten des Countys sind im National Register of Historic Places (NRHP) eingetragen (Stand 18. August 2018).

## Demografische Daten

Alterspyramide Jackson County

Nach der Volkszählung im Jahr 2000 lebten im Jackson County 10.984 Menschen in 4.466 Haushalten und 3.139 Familien. Die Bevölkerungsdichte betrug 14 Einwohner pro Quadratkilometer. Ethnisch betrachtet setzte sich die Bevölkerung zusammen aus 98,63 Prozent Weißen, 0,15 Prozent Afroamerikanern, 0,34 Prozent amerikanischen Ureinwohnern, 0,06 Prozent Asiaten, 0,03 Prozent Bewohnern aus dem pazifischen Inselraum und 0,12 Prozent aus anderen ethnischen Gruppen; 0,67 Prozent stammten von zwei oder mehr Ethnien ab. 0,81 Prozent der Bevölkerung waren spanischer oder lateinamerikanischer Abstammung.
Von den 4.466 Haushalten hatten 28,8 Prozent Kinder und Jugendliche unter 18 Jahre, die bei ihnen lebten. 55,3 Prozent waren verheiratete, zusammenlebende Paare, 10,3 Prozent waren allein erziehende Mütter und 29,7 Prozent waren keine Familien. 25,5 Prozent waren Singlehaushalte und in 10,2 Prozent lebten Personen im Alter von 65 Jahren oder darüber. Die Durchschnittshaushaltsgröße betrug 2,43 und die durchschnittliche Haushaltsgröße betrug 2,89 Personen.
22,3 Prozent der Bevölkerung waren unter 18 Jahre alt, 7,8 Prozent zwischen 18 und 24, 28,2 Prozent zwischen 25 und 44, 26,8 Prozent zwischen 45 und 64 und 15,0 Prozent waren älter als 65. Das Durchschnittsalter betrug 40 Jahre. Auf 100 weibliche Personen kamen statistisch 97,8 männliche Personen und auf 100 Frauen im Alter von 18 Jahren und darüber kamen 94,9 Männer.
Das jährliche Durchschnittseinkommen eines Haushalts betrug 26.502 USD, das Durchschnittseinkommen der Familien betrug 32.088 USD. Männer hatten ein Durchschnittseinkommen von 24.759 USD, Frauen 19.511 USD. Das Prokopfeinkommen betrug 15.020 USD. 15,1 Prozent der Familien und 18,1 Prozent der Einwohner lebten unterhalb der Armutsgrenze.